# Bellerofonte Castaldi

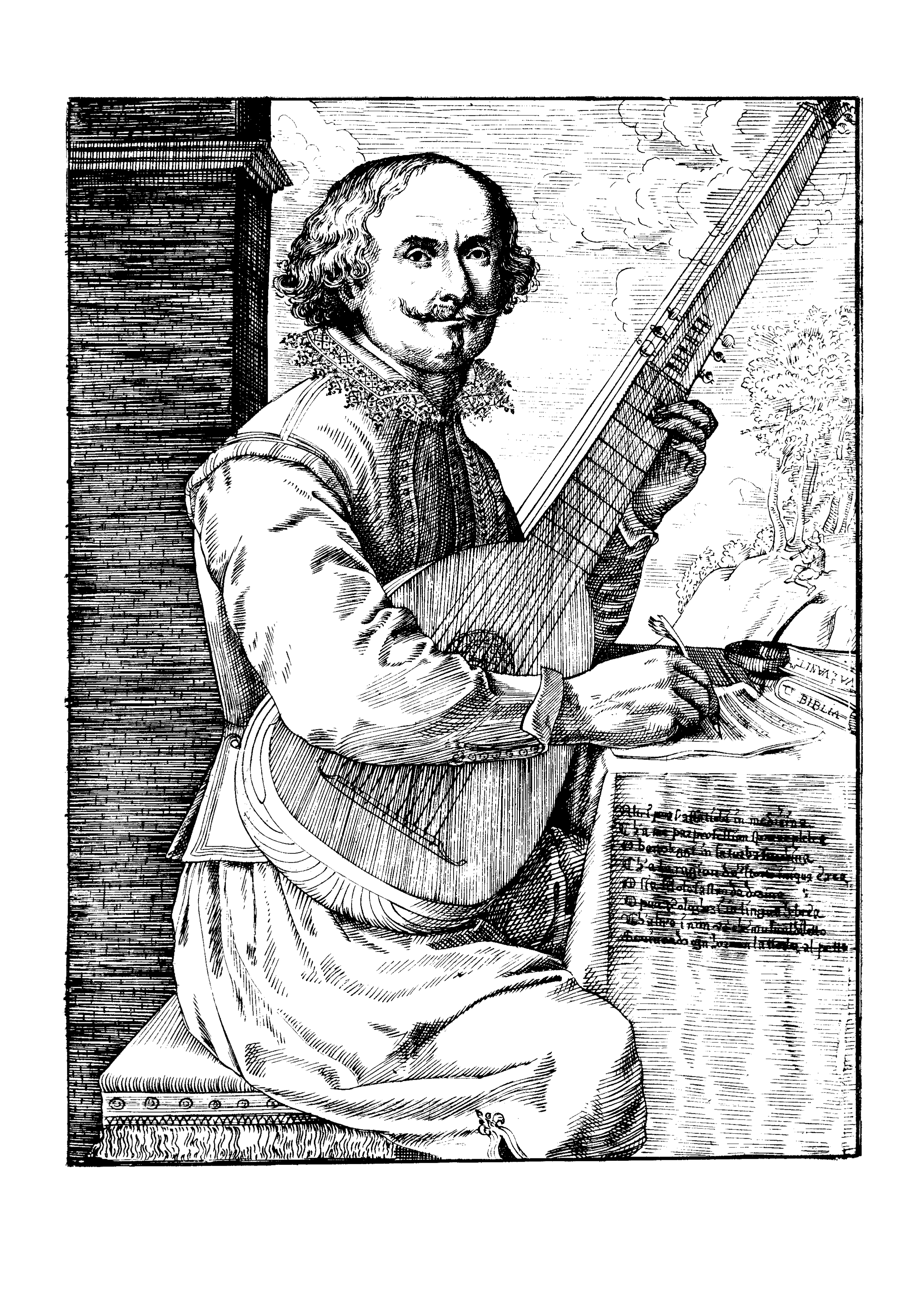
Bellerofonte Castaldi (aus seinem Buch Capricci a Due Stromenti, 1622)

Bellerofonte Castaldi (* um 1580 in Collegara bei Modena; † 27. September 1649 ebenda) war ein italienischer Komponist, Lautenist, Poet und Abenteurer.

## Leben
Castaldi wurde wahrscheinlich 1580 (oder 1581) in Collegara, ca. fünf Kilometer südöstlich von Modena, geboren. Er stammte aus einer wohlhabenden Familie, was es ihm erlaubte, Reisen durch Italien und Deutschland zu unternehmen und sich ansonsten dem kunstinteressierten Müßiggang hinzugeben. Er galt als Abenteurer und war für seine kontroversen und satirischen Gedichte ebenso bekannt wie als virtuoser Theorbist, Sänger und Komponist. 
Den größten Teil seines Lebens verbrachte er wohlhabend in Venedig und Modena. Allerdings verstrickte er sich immer wieder in Händel. So wurde er bei dem Versuch, den Tod seines Bruders zu rächen, in den linken Fuß geschossen, so dass er für den Rest seines Lebens hinkte. Wegen seiner Scharfzüngigkeit wurde er von Papst Paul V. aus Rom verbannt.
Gegen Ende seines Lebens wurde sein Familienbesitz während eines Grenzstreits zwischen dem Kirchenstaat und dem Herzogtum Modena vollständig zerstört, Castaldi starb vollständig ruiniert im Jahre 1649.

## Werk
Neben dem kompositorischen Werk verfasste Castaldi auch die Texte zu seinen Liedern selbst. Außerdem nahm er für sich die Erfindung des Tiorbino, einer Kleinform der Theorbe, in Anspruch ("mia invenzione novella"), die Capricci gelten als einzige erhaltene Komposition für dieses Instrument.
Castaldi komponierte und veröffentlichte drei Sammlungen mit Kompositionen:
- Capricci a due stromenti cioè tiorba e tiorbino e per sonar solo varie sorti di balli e fantasticarie, gedruckt 1622 in Modena[3]. Als Facsimile erschienen: Archivum Musicum: Strumentalismo Italiano, 88. Florenz: Studio per Edizione Scelte, 2002. Erster Abschnitt für zwei Theorben (Capricci & canzoni), zweiter Abschnitt für Solo Theorbe (Gagliarde, fantasie, branli, correnti, la Follia etc.).
- Primo mazzetto di fiori musicalmente colti dal giardino bellerofonteo, gedruckt 1623 in Venedig. Als Facsimile erschienen: Archivum Musicum: La Cantata Barocca, 18. Florenz: Studio per Edizione Scelte, 1984. 26 Sätze für eine bis vier Stimmen ("Con questi amorosi", "Hor che le notte", "Non pensar Clori", "Hor che mi val soffrir", "Dunque Clorida mia", "Colei che tanto tormentami", "Portera’l sol dal occidente", "Vezzosette e care", "Augelletti lasciuetti", "Saetta pur faetta", "O sonno", "Amor possente", "Fuor di noia di pene", "Hor meno lieti", "Vissi al hor noiosa vita", "Quell’altera", "Lo sdegno c’hora scorgemi", "O Clorida, hor che", "O crudel amor", "Amor colei", "Tua chioma ora", "O come e vaga", "Quella che tanto", "O Clorida vaga et gentile", "Tutte le viste homai", "Misero giovinetto").
- Sammlung mit 13 Liedern in der Biblioteca Estense in Modena

## Aufnahmen
Die hier aufgeführten Alben enthalten ausschließlich Stücke von Castaldi. Daneben gibt es Sampler mit Castaldis Kompositionen.
- Ferita d'Amore: Musiche in habito Thorbesco de Belloforonte Castaldi. Mit Marco Beasley (Tenor), Evangelina Mascardi (Tiorbo/Theorbe), Monica Pustilnik (Tiorbino); Arcana Music, 2010
- Capriccios. Lautten Comagney Berlin. Harmonia Mundi, 1999
- Le Musiche di Bellerofonte Castaldi. Mit Vincent Dumestre und Le Poème Harmonique. Alpha Rec., 2003
- Battaglia d'Amore. Mit Gian Paolo Fagotto (Tenor), David Dolata (Laute), Victor Coelho (Laute), Neil Cockburn (Cembalo). Toccata Classics, 2009